# Joachim Dalfen
Joachim Dalfen (* 4. November 1936 in Hindenburg (Oberschlesien); † 4. März 2017 in Puch bei Hallein) war ein österreichischer Altphilologe oberschlesischer Herkunft.
Joachim Dalfen gelangte 1946 mit seiner Familie als Flüchtling nach München und besuchte bis 1953 das Theresien-Gymnasium. Er wurde 1966 an der Ludwig-Maximilians-Universität mit der Dissertation Formgeschichtliche Untersuchungen zu den Selbstbetrachtungen Marc Aurels promoviert und war dort anschließend als Lehrbeauftragter für griechische und lateinische Stilübungen tätig. 
1971 erreichte er mit der Schrift Polis und Poiesis: Die Auseinandersetzung mit der Dichtung bei Platon und seinen Zeitgenossen seine Habilitation als Universitätsdozent an der Universität Salzburg. 1972 wurde Dalfen dort zum ordentlichen Professor mit dem Schwerpunkt Gräzistik ernannt. Von 1981 bis 1983 war Dalfen Dekan der Geisteswissenschaftlichen Fakultät, von 1985 bis 1987 Rektor der Universität. Ab 1987 war er Mitherausgeber der Grazer Beiträge. Im Sommersemester 2005 wurde Dalfen emeritiert. Seine Abschiedsvorlesung hielt er zum Thema ‘Hoffe nicht auf Platons Staat. Begegnungen eines Philologen mit Kaiser Marc Aurel’. Sein Nachfolger wurde im Sommersemester 2007 Thomas Schirren. Dalfen war korrespondierendes Mitglied der der philosophisch-historischen Klasse der Österreichischen Akademie der Wissenschaften. Dort leitete er die Kommission Antike Literatur und lateinische Tradition. Außerdem war er korrespondierendes Mitglied der Polnischen Akademie der Wissenschaften.

Seine Arbeitsschwerpunkte lagen in der Platon- und Marc Aurel-Forschung. Seine 1972 veröffentlichte Textedition Marcus Aurelius zu Ad se ipsum libri XII in der Bibliotheca Teubneriana ist bis heute die maßgebliche Textausgabe. Außerdem hat er sich in zahlreichen Veröffentlichungen mit der alteuropäischen Literatur und Kultur befasst, vor allem der griechischen Tragödie und Philosophie, aber auch zu lateinischen Autoren wie Cicero und Caesar.

## Schriften (Auswahl)
Monographien
- Formgeschichtliche Untersuchungen zu den Selbstbetrachtungen Marc Aurels. Habelt, Bonn 1967.
- Wandlungen einer antiken Deutung menschlicher Existenz  (= Salzburger Universitätsreden. Bd. 52). Pustet, Salzburg 1974
- Polis und Poiesis. Die Auseinandersetzung mit der Dichtung bei Platon und seinen Zeitgenossen. Fink, München 1974.
- Parmenides – Protagoras – Platon – Marc Aurel. Kleine Schriften zur griechischen Philosophie, Politik, Religion und Wissenschaft. Steiner, Stuttgart 2012, ISBN 9783515102117.